# Níkosz Szampszón
Níkosz Szampszón (görögül: Νίκος Σαμψών, Famagusta, 1934. december 16. – Nicosia, 2001. május 9.) ciprusi görög újságíró és szélsőséges nacionalista, az EOKA egyik bérgyilkosa. 1974-ben nyolc napig Ciprus elnöke volt, miután puccsal megbuktatták III. Makárioszt.

## Élete
Szampszón családja könyvkiadással foglalkozott, ő maga újságírást tanult Athénban. Az iskola elvégzése után a Times of Cyprus nevű lapnál helyezkedett el fotóriporterként. Nem sokkal később, 1955-ben az EOKA terroristacsoport tagja lett, mely csoport Ciprus Görögországgal való egyesítéséért harcolt.
1957-ben letartóztatták brit állampolgárok meggyilkolásáért, ám 1960-ban, amikor a sziget elnyerte a függetlenségét, szabadon engedték.
1974-ben részt vett abban a katonai puccsban, mely leváltotta III. Makárioszt, így 1974. július 15-én Szampszón lett az ország elnöke. Július 20-án török csapatok szálltak partra Cipruson, három nappal később pedig Szampszón lemondott az elnökségről Gláfkosz Klirídisz javára. 1977-ben Szampszón volt az egyetlen, akit elítéltek a puccsban való részvételéért. 20 év börtönre ítélték, ám 1979-ben kiengedték, hogy Franciaországba mehessen megromlott egészsége miatt. 1990-ben tért vissza a börtönbe, ahonnan újra kiengedték rossz egészségi állapota miatt. 2001-ben halt meg Nicosiában.